# Salón nacional de la fama del banjo de cuatro cuerdas
El Salón nacional de la fama del banjo de cuatro cuerdas (National Four-String Banjo Hall of Fame) reconoce a músicos, grupos y compañías que han hecho una contribución importante al banjo de cuatro cuerdas por su ejecución, labor educativa, fabricación, diseño o promoción.
Este Hall of Fame forma parte del "American Banjo Museum" de Oklahoma City, Oklahoma.

## Ejecución
- 1998 - Marvin "Smokey" Montgomery
- 1998 - C. Sandy Riner
- 1999 - Eddie Peabody
- 1999 - Harry Reser
- 2000 - Don Van Palta
- 2000 - Perry Bechtel
- 2001 - Buddy Wachter
- 2001 - Roy Smeck
- 2002 - Tim Allan
- 2002 - Johnny St. Cyr
- 2003 - Cathy Reilly
- 2003 - Scotty Plummer
- 2004 - Al Smith
- 2004 - Freddy Morgan
- 2005 - Doug Mattocks
- 2005 - Mike Pingitore
- 2006 - Cynthia Sayer
- 2006 - Pat Terry, Sr.
- 2007 - Georgette Twain
- 2007 - John Cali
- 2008 - Jad Paul
- 2008 - Maurice Bolyer
- 2009 - John Becker
- 2009 - Buck Kelly
- 2010 - Dave Marty
- 2010 - Helen Baker
- 2011 - Greg Allen
- 2011 - Gene Sheldon
- 2012 - Skip DeVol[2]
- 2012 - Jim Farquhar[2]

## Formación y educación
- 2001 - Mel Bay
- 2002 - Lowell Schreyer
- 2003 - Charlie Tagawa
- 2004 - Charles McNeil
- 2005 - Buddy Griffin
- 2006 - Walter Kaye Bauer
- 2007 - Don Van Palta
- 2008 - Don Stevison
- 2009 - Dave Frey
- 2010 - Jim Riley
- 2011 - Daryl Whiting
- 2012 - Buddy Wachter[3]

## Diseño y fabricación
- 2003 - C.C. Richelieu
- 2004 - Fred Bacon & Daniel Day
- 2005 - Renee Karnes
- 2006 - Gibson Mandolin-Guitar Mfg. Co, Ltd. & Gibson Instrument Company
- 2007 - Wm. Lange/Paramount
- 2008 - Dale Small
- 2009 - Henry Lea
- 2010 - Chuck Obsbury/OME
- 2011 - Vega

## Promoción
- 2000 - Sherwood "Shakey" Johnson
- 2001 - Frank Rossi
- 2001 - Jack Canine
- 2002 - Jubilee Banjo Band
- 2003 - Ralph Martin
- 2004 - Fred "Mickey" Finn
- 2005 - Joel Schiavone
- 2006 - Eddy Davis
- 2007 - Walt Disney Company
- 2008 - Jack Dupen
- 2008 - Harry Higgins
- 2009 - Myron Hinkle
- 2010 - Bill Pincumbe
- 2011 - Horis Ward
- 2012 - Glenn Parks[4]